# José Clemente Orozco
José Clemente Orozco (født 23. november 1883 i Ciudad Guzmán, Jalisco, Mexico, død 7. september 1949 i Mexico City, Mexico) var en mexicansk maler.
"Tiden efter Den Mexicanske Revolution i 1910-19 var præget af el muralismo [eller mexicansk muralisme ], muralisternes politiske engagement, deres ekspressive stil med træk hentet fra den indianske og folkelige kultur. Mest fremtrædende var Diego Rivera, ... Orozco og David Alforo Siqueiros".
Mellem 1922-1924, malede Orozco vægmaleriene "Maternity", "Man in Battle Against Nature", "Christ Destroys His Cross", "Destruction of the Old Order", "The Aristocrats", and "The Trench and the Trinity" i Escuela Nacional Preparatoria.

## Udvalgte kunstværker
- Praying Hands, 1900-1924
- Man Struggling Against Nature, 1923-4
- Man Falling, 1923-4
- Christ Destroying His Cross, 1923-4
- Law and Justice, 1923-4
- Jehovah Between the Rich and the Poor, 1923-4
- Ved San Ildefonso College
  - Maternity, 1923-4
  - The Banquet of the Rich, 1923-4
  - The Strike, 1923-4
  - The Elements, 1923-4
  - Liberty, 1923-4
  - Garbage, 1923-4
  - The Rich, 1923-4
  - Women, 1924-6
  - The Grave Digger, 1924-6
  - The Blessing, 1924-6
  - The Workers, 1924-6
  - The Farewell, 1924-6
  - The Family, 1924-6
  - The Revolutionaries, 1924-6
  - Aboriginal Races, 1924-6
  - Franciscans Helping the Sick, 1924-6
  - Cortés and Malinche, 1924-6
  - The Drinking Men, 1924-6
  - Engineers, 1924-6
  - The Trench, 1926
  - The Destruction of the Old Order, 1926
- Échate la otra, 1930, Cleveland Museum of Art
- Wounded Soldier, 1930, Cleveland Museum of Art